# 第一次ウィンチェスターの戦い
第一次ウィンチェスターの戦い（だいいちじウィンチェスターのたたかい、英:First Battle of Winchester）は、南北戦争初期の1862年5月25日、バージニア州フレデリック郡およびウィンチェスター周辺で、行われた戦闘である。南軍ストーンウォール・ジャクソン少将のシェナンドー渓谷を舞台にしたバレー方面作戦の中でも大きな勝利だった。

## 背景
1862年春、北軍ジョージ・マクレランのポトマック軍大部隊は半島方面作戦で南東部からリッチモンドに迫っており、アービン・マクドウェル軍団は北からリッチモンドを叩く機会を窺っていた。またナサニエル・バンクス少将の部隊はシェナンドー渓谷の肥沃な農業地帯を脅かしていた。
ジャクソン軍はジョセフ・ジョンストン軍の左翼という位置付けで動いていた。ジョンストンがジャクソンに与えた命令は、兵力がかなり劣勢なので決戦を避けること、ただし同時にバンクスの部隊を牽制して、半島を進むマクレラン軍に兵を増援させないようにすることであった。ジャクソン軍はウィンチェスターまで進軍していたが一旦シェナンドー渓谷の奥に後退し、援軍を得て攻勢に出た。5月24日はナサニエル・バンクス少将にとって悲惨な日だった。南軍がバージニア州フロントロイヤルを占領し、ウィンチェスターに迫っていることを識り、バンクスはマクドウェルに援軍を送ったために勢力的に劣勢になっていたので、ストラスバーグからバレー・パイクを降っての急速な撤退を命じた。バンクス軍はジャクソンの結集した軍隊によってミドルタウンで、さらにニュートン（スティーブンス市）で再度攻撃された。南軍は多くの北軍兵を捕虜にし、多くの荷馬車や物資を捕獲したので、後にバンクス将軍のことを「売店バンクス｣と渾名を付けさえした。ジャクソンは夜の間も大半は追撃の手を緩めず、その疲れきった兵士達は夜明け前に数時間しか眠れなかった。
バンクスはこのときウィンチェスターに陣を布いて、南軍の追撃を遅らせた。バンクス軍はダドリー・ドネリーとジョージ・ヘンリー・ゴードン各大佐の2個旅団と、ジョン・P・ハッチ准将の混成騎兵旅団、および16門の大砲があった。ゴードン旅団は北軍の右翼ボーワーズヒルに陣取り、その左側面はバレー・パイクに接し、大砲列に支援された。前線の中央（キャンプヒル）は2門の大砲に支援される騎兵隊に守られた。ドネリー旅団は左翼の三日月形地形に位置し、残りの大砲でフロントロイヤル道路とミルウッド道路をカバーした。薄明の頃に南軍の散兵線が大勢で前進し、北軍の前哨部隊を蹴散らしその主力前線まで後退させた。

## 戦闘
夜の間に南軍リチャード・イーウェル少将の師団（4個旅団）が前進してバッファローリックまで達していた。夜明けにイーウェルはその旅団をフロントロイヤル・パイクに跨って布陣させ、北軍左側面に向かって前進させた。その先導連隊（特に第21ノースカロライナ連隊）は石壁の背後に陣取った北軍の激しい砲火に曝され撃退された。南軍は再結集し大砲を持ち出した。約1時間後、南軍は再度前進を始め、この時は北軍陣地を縦射できるように高地の両側面に連隊を送った。ドネリーは町に近い陣地にその旅団を後退させ、その右側面はキャンプヒルに接させた。南軍アイザック・トリンブル准将の旅団がミルウッド道路を越えて右からの回り込みを目指し、北軍の左翼と後衛を脅かした。この動きがバレー・パイクを超えての左への操軍と組み合わされ、この部分の北軍前線の崩壊に繋がった。
イーウェル隊のフロントロイヤル・パイクへの前進に組み合わせて、ジャクソンは早朝の深い霧の中でそのストーンウォール旅団をバレー・パイクに進ませた。ジャクソンの指揮でその旅団はパイクの左手にある丘に押し寄せ、そこを守っていた北軍散兵を後退させた。ジャクソンは直ぐに丘の上に大砲の一部を据えさせ、半マイル (0.8 km)も無い距離にあるボーワースヒルの北軍砲兵隊と交戦させた。アブラムズ・クリークにいた北軍狙撃兵が砲手を狙い始めた。バンクスはその大砲を右手に動かして南軍の大砲を縦射させ、その右側面は歩兵で厚く補強した。ジャクソンは残りの大砲を持ち出してボーワーズヒルの北軍と砲撃戦を始めた。このとき、北軍は南軍左翼に回ろうとしているように見えた。
この脅威に対応するために、ジャクソンはリチャード・テイラー准将のルイジアナ旅団にウィリアム・B・タリアフェーロ准将旅団から2個連隊を付けて、アブラムズ・クリークに沿った左翼に配置した。テイラーは砲火の下を行軍し北軍右翼を包み込むような位置に動き、続いてボーワーズヒルを攻撃した。南軍の攻撃は決死の抵抗をものともせず、丘の頂部まで一気に駆け上がった。北軍右側面が崩壊し、左側面もイーウェル隊の圧力を受けていた。北軍兵は流れるように町に向かって後退を始めた。
両側面の崩壊で北軍はウィンチェスターの町を通って撤退し、バレー・パイクを北へ逃れた。南軍は前週に行軍を続けっぱなしで消耗していたので、その追撃は力が無かった。それでも多くの北軍兵が南軍に捕まった。南軍ターナー・アシュビー准将の騎兵隊は24日の戦闘で隊列が乱れており、バンクス軍がポトマック川に達するまで追撃しなかった。

## 戦闘の後
第一次ウィンチェスターの戦いはジャクソンによる1862年のバレー方面作戦の中でも大きな勝利だった。戦術レベルで言えば、この戦闘はかなりの手際の良さを示しており、特にフロントロイヤル・パイクにおけるイーウェル師団がそうだった。テイラー准将のボーワーズヒルへの攻撃は軍事歴史家によって理想的旅団操軍だと考えられている。ウィンチェスターにおけるジャクソン軍勝利の究極的意味は戦略的衝撃だった。リッチモンドに集中しようという北軍の作戦はジャクソンの大胆さによって混乱され、数万の北軍補強部隊がシェナンドー渓谷に当てられ、またワシントンD.C.の防衛に回らされた。